# Ріяд Шарахілі
Ріяд Шарахілі (араб. رياض شراحيلي‎, нар. 28 квітня 1993, Ер-Ріяд) — саудівський футболіст, півзахисник клубу «Абха».
Виступав, зокрема, за клуб «Аль-Фатех», а також національну збірну Саудівської Аравії.

## Клубна кар'єра
Народився 28 квітня 1993 року в місті Ер-Ріяд. Вихованець футбольної школи клубу «Аль-Наср» (Ер-Ріяд).
У дорослому футболі дебютував 2015 року виступами за команду «Аль-Фатех», у якій провів три сезони, взявши участь у 40 матчах чемпіонату. 
Згодом з 2018 по 2020 рік грав у складі команд «Ат-Таї», «Аль-Фейсалі» та «Аль-Адалх».
До складу клубу «Абха» приєднався 2020 року. Станом на 11 листопада 2022 року відіграв за саудівську команду 53 матчі в національному чемпіонаті.

## Виступи за збірну
У 2022 році дебютував в офіційних матчах у складі національної збірної Саудівської Аравії.
У складі збірної — учасник чемпіонату світу 2022 року у Катарі.
| Дата       | Місто    | Господарі         | Результат | Гості    | Турнір           | Голи | Примітки |
| ---------- | -------- | ----------------- | --------- | -------- | ---------------- | ---- | -------- |
| 23-9-2022  | Мурсія   | Саудівська Аравія | 0 – 0     | Еквадор  | товариський матч | -    | 89'      |
| 27-9-2022  | Мурсія   | Саудівська Аравія | 0 – 0     | США      | товариський матч | -    |          |
| 26-10-2022 | Абу-Дабі | Саудівська Аравія | 1 – 1     | Албанія  | товариський матч | -    |          |
| 30-10-2022 | Абу-Дабі | Саудівська Аравія | 0 – 0     | Гондурас | товариський матч | -    |          |
| 6-11-2022  | Абу-Дабі | Саудівська Аравія | 1 – 0     | Ісландія | товариський матч | -    | 68'      |
| Усього     |          | Матчів            | 5         |          | Голів            | 0    |          |